# 阿特勒·塞爾伯格
阿特勒·塞爾伯格（Atle Selberg，1917年6月14日—2007年8月6日），挪威數學家。他的著名工作有解析数论，以及自守形式理論，特別是將之引入譜論的研究。
他獲得1950年的菲爾茲獎和1986年的沃爾夫數學獎。

## 外部連結
- 約翰·J·奧康納; 埃德蒙·F·羅伯遜, ,  （英语）